# Большая российская энциклопедия (издательство)
«Больша́я росси́йская энциклопе́дия», до 1992 года «Сове́тская энциклопе́дия» — российское, а ранее — советское научное издательство. Основано в СССР в 1925 году при Коммунистической академии и ЦИК СССР для издания энциклопедий.
C 2019 года имело организационно-правовую форму автономной некоммерческой организации. В декабре 2024 года Правительство РФ приняло решение о её ликвидации.

## История

### Акционерное общество «Советская энциклопедия» (1925—1930)
Организационная форма акционерного общества, избранная при учреждении нового издательства, была предопределена спецификой хозяйственного механизма СССР в годы НЭПА.
Учредителями АО «Советская энциклопедия» в 1925 году выступили Коммунистическая академия (Комакадемия) и ЦИК СССР. Спустя год, постановлением своего Президиума от 19 марта 1926 года ЦИК СССР передал Комакадемию в своё ведение. На должность председателя Правления был назначен директор издательства «Международная книга» Н. Н. Накоряков (1881—1970).
В состав пайщиков АО вошли крупнейшие хозорганы (хозяйствующие организации, юридические лица), в том числе:
по состоянию на 29 февраля 1928 года
- издательства: Государственное издательство РСФСР, издательство Коммунистической Академии, «Вопросы Труда», «Работник Просвещения», издательство Н. К. Рабоче-Крестьянской Инспекции СССР, издательство «Известия ЦИК СССР», издательство «Правда», Промиздат ВСНХ, а также издательство организации по Охране Материнства и Младенчества;
- акционерное общество «Международная книга»;
- банки и финансовые организации: Государственный Банк СССР, Торгово-промышленный Банк СССР, Электробанк, Госстрах СССР, Внешторгбанк СССР;
- тресты и синдикаты: Центробумтрест, Центросоюз, Всесоюзный Текстильный Синдикат, Анилтрест, Азнефть, Госпромцветмет, Резинотрест, Сахаротрест, Орудийно-Арсенальный Трест.

Членами Правления на ту же дату были: О. Ю. Шмидт, И. Е. Гершензон, А. П. Спунде, Л. И. Стронгин.
по состоянию на 15 декабря 1930 года
- издательства: Государственное Издательство РСФСР, Государственное Медицинское Издательство РСФСР, издательство Коммунистической Академии, издательство ВЦСПС, Гострудиздат, «Работник Просвещения», издательство Н. К. Рабоче-Крестьянской Инспекции СССР, издательство «Известия ЦИК СССР», издательство «Правда»;
- акционерное общество «Международная книга»;
- банки и финансовые организации: Государственный Банк СССР, Банк Долгосрочного Кредитования Промышленности и Электрохозяйства СССР, Госстрах СССР, Внешторгбанк СССР;
- тресты и синдикаты: Мосполиграф, Всебумпром, Центросоюз, Госпромцветмет, Всесоюзный Текстильный Синдикат, Анилтрест, Азнефть, Резинотрест, Сахаротрест, Орудийно-Арсенальный Трест.

Членами Правления на ту же дату были: О. Ю. Шмидт, И. В. Гершензон, А. П. Спунде, П. Г. Саратовцев, Л. И. Стронгин, Э. Ф. Розенталь.
При учреждении общества в 1925 году его уставный капитал был определён в 250 тыс. рублей, при номинале 1 акции, равном 1000 рублей. В дальнейшем уставный капитал регулярно увеличивался. В ходе дополнительных эмиссий акций их число выросло с 250 до 1000, и к 1930 году уставный капитал АО «Советская энциклопедия» достиг 1 млн руб.
За эти годы обществом выпущено продукции (по издательской себестоимости):
- в 1926/27 финансовом году — на 950 802 рубля;
- в 1927/28 финансовом году — на 2 319 565 рублей;
- за 1930 год (по предварительным данным) — на сумму около 5 млн 800 тыс. рублей[7].

## Хронология организационных форм
- 1925 — основано как акционерное общество «Советская энциклопедия» и приступило к выпуску 1-го издания Большой Советской Энциклопедии.
- 1930—1935 — Государственное словарно-энциклопедическое издательство «Советская энциклопедия».
- 1935—1949 — Государственный институт «Советская энциклопедия».
- 1939 — присоединение издательства «Гранат».
- 1949—1959 — Государственное научное издательство «Большая Советская энциклопедия».
- 1959—1963 — Государственное научное издательство «Советская энциклопедия».
- 1963 — слияние с Государственным издательством иностранных и национальных словарей, редакциями научно-технических словарей Физматгиза.
- 1963—1991 — издательство «Советская энциклопедия».
- 1974 — словарные редакции переходят в издательство «Русский язык».
- C 1992 года — Научное издательство «Большая российская энциклопедия».

## Основные издания

### Универсальные многотомные энциклопедии
- Большая советская энциклопедия (БСЭ) — три издания (и ежегодники), 1926—1990. Третье издание — 30 томов, 1969—1978.
- Малая советская энциклопедия (МСЭ) — три издания, 1928—1960. Третье издание — 10 томов, 1958—1960.
- Краткая российская энциклопедия (КРЭ) — 3 тома, 2003.
- Большая российская энциклопедия (БРЭ) — 36 томов[8][9], 2004—2017.

### Универсальные энциклопедические словари
- Советский энциклопедический словарь (СЭС; 1979—1989)
- Большой энциклопедический словарь (БЭС; 1992; 2-е изд., 1997, 2000)
- Иллюстрированный энциклопедический словарь (ИЭС; 1995, 1998; 2-е изд., 2003)
- Новый иллюстрированный энциклопедический словарь (НИЭС; 1999, 2003)
- Популярный энциклопедический словарь (ПЭС; 1999)
- Универсальный энциклопедический словарь (УЭС; 1999)
- Новый энциклопедический словарь (НЭС; 2004)
- Новый энциклопедический словарь (НЭС; 2006—2012)
- Большая Российская энциклопедия. Энциклопедический словарь (2011)

### Отраслевые и тематические
- Биологический энциклопедический словарь
- Большая медицинская энциклопедия (БМЭ) — три издания (1-е — 1928—1936, 35 т.; 2-е — 1956—1964, 36 т.; 3-е — 1974—1988, 29 т.) — Совместно с издательствами «Медицина» и «Медицинская энциклопедия».
  - Малая медицинская энциклопедия (ММЭ) — два издания (1-е — 1965—1970, 12 т.; 2-е — 1991—1996, 6 т.).
- Великая Октябрьская социалистическая революция: Энциклопедия — три издания (1968, как Маленькая энциклопедия, 1977, 1987), тематически продолжена энциклопедией «Гражданская война и военная интервенция в СССР»
- Вероятность и математическая статистика — издание 1999, переиздание 2003.
- Ветеринарный энциклопедический словарь — издание 1981.
- Всемирная история. Энциклопедия
- Географический энциклопедический словарь: Географические названия — издание 1983; 2-е издание, дополненное 1989.
- Географический энциклопедический словарь: Понятия и термины — издание 1988.
- Горная энциклопедия в 5 т. — издание 1984—1991.
- Гражданская война и военная интервенция в СССР: Энциклопедия — два издания (1983, 1987), рассматривалась как продолжение энциклопедии «Великая Октябрьская социалистическая революция».
- Демографический энциклопедический словарь — издание 1985.
- Дискретная математика — издание 2004.
- Железнодорожный транспорт — издание 1994.
- Кино. Энциклопедический словарь — издание 1987.
- Кинословарь: в 2 т. — издание 1966.
- Книга. Энциклопедия — издание 1998.
- Книговедение: Энциклопедический словарь — издание 1981.
- Космонавтика. Энциклопедия — издание 1985.
- Краткая географическая энциклопедия в 5 томах
- Краткая литературная энциклопедия: в 9 т. (КЛЭ) — издание 1962—1975, доп. 9-й том — 1978.
- Краткая энциклопедия домашнего хозяйства. — 1959, 1960, 1962, 1969, 1978, 1979, 1984, 1993 гг. изд.
- Курорты : Энциклопедический словарь / гл. ред. Е. И. Чазов. — М.: Советская энциклопедия, 1983. — 592 с. — 100 000 экз.
- Латинская Америка. Энциклопедический справочник в 2 томах
- Лесная энциклопедия. В 2 томах
- Лингвистический энциклопедический словарь (ЛЭС) — издание 1990, репринт в 1998, 2-е издание 2002.
- Литературный энциклопедический словарь (ЛЭС) — издание 1987.
- Литературная энциклопедия: в 12 т. Т. 6—9, — издание 1932—1935 (тома 1—5 — издательство Коммунистической академии; тома 10—11 — «Художественная литература»).
- Математическая физика — издание 1998.
- Математическая энциклопедия
- Математический энциклопедический словарь — издание 1988.
- Мифологический словарь
- Мифы народов мира
- Москва: Энциклопедия — издание 1980.
- Москва: Энциклопедия — издание 1997.
- Музыкальная энциклопедия в 6 т. — издание 1973—1982.
- Музыкальный энциклопедический словарь — издание 1990.
- Народы и религии мира
- Отечественная история. История России с древнейших времён до 1917 года. Энциклопедия. Т. 1—3.
- Педагогическая энциклопедия в 4 томах — издание 1964—1968.
- Педагогический энциклопедический словарь
- Популярная художественная энциклопедия в 2 т.
- Популярная экономическая энциклопедия
- Российская педагогическая энциклопедия в 2 т.
- Русские писатели XX века. Биографический словарь
- Русские писатели 1800—1917
- Русский балет — издание 1997.
- Русский язык. Энциклопедия. — 2-е изд., 1997.
- Санкт-Петербург. Петроград. Ленинград: Энциклопедический справочник — издание 1992.
- Сельскохозяйственный энциклопедический словарь — издание 1989.
- Советская историческая энциклопедия в 16 томах — издание 1961—1976.
- Строительство: Энциклопедия современной техники: в 3 т.. — М., 1964—1965.
- Театральная энциклопедия в 5 томах — издание 1961—1967.
- Ультразвук. Маленькая энциклопедия — издание 1979.
- Физика космоса: Маленькая энциклопедия. — 2-е изд. — 1986.
- Физика микромира. Маленькая энциклопедия. — 1980.
- Физическая энциклопедия в 5 томах — издание 1988—1999.
- Физический энциклопедический словарь. В 5 томах. — издание 1960—1966.
- Физический энциклопедический словарь — издание 1983.
- Философская энциклопедия
- Философский энциклопедический словарь — издание 1983, переиздан в 1989.
- Химическая энциклопедия в 5 томах — издание 1988—1999.
- Химический энциклопедический словарь
- Шахматы: Энциклопедический словарь
- Экономико-математический энциклопедический словарь
- Энциклопедия туриста — издание 1993.
- Энциклопедия полимеров в 3 т.
- Юридический энциклопедический словарь

### Большая советская энциклопедия
БСЭ — наиболее известная и полная советская универсальная энциклопедия. Выпускалась с 1926 года (первый том первого издания) по 1990 год (последний ежегодник).
Выдержала три издания:
- первое издание (1926—1947) насчитывало 65 томов и дополнительный том «СССР» без номера;
- второе издание (1949—1958) насчитывало 49 томов, том 50 «СССР», дополнительный том 51 и том 52 «Алфавитный указатель» в двух книгах (1960);
- третье издание (1969—1978) насчитывало 30 томов (том 24 издан в двух книгах: вторая, дополнительная книга — «СССР») и дополнительный том «Алфавитный именной указатель» без номера (1981).

### Большая российская энциклопедия
БРЭ — универсальная российская энциклопедия. Издавалась с 2004 по 2017 годы. Включает в себя вводный том «Россия» и 35 нумерованных томов энциклопедии. С 2016 года выложена в сети на сайте BigEnc.ru.

### Электронные версии
- Совместно со студией Multimedia.ru (Autopan) в рамках проекта «Золотой фонд российских энциклопедий»[10] подготовлены электронные версии БСЭ (3-е издание), ММЭ и ИЭС (НИЭС) на компакт-дисках. Права на онлайн-версии принадлежат порталу «Рубрикон»[11].
- ИЭС — основа «Большой энциклопедии Кирилла и Мефодия».